# Dicepolia marginescriptalis
Dicepolia marginescriptalis là một loài bướm đêm trong họ Crambidae.